# Velký Valtinov
Velký Valtinov (německy Groß Walten, někdy uváděno jako Valtínov) je obec v severovýchodní části okresu Česká Lípa v Libereckém kraji. Území obce se nachází v podhorském pásmu Lužických hor, dva kilometry jihozápadně od Jablonného v Podještědí. Obcí protéká Panenský potok. Žije zde 196 obyvatel.

## Historie

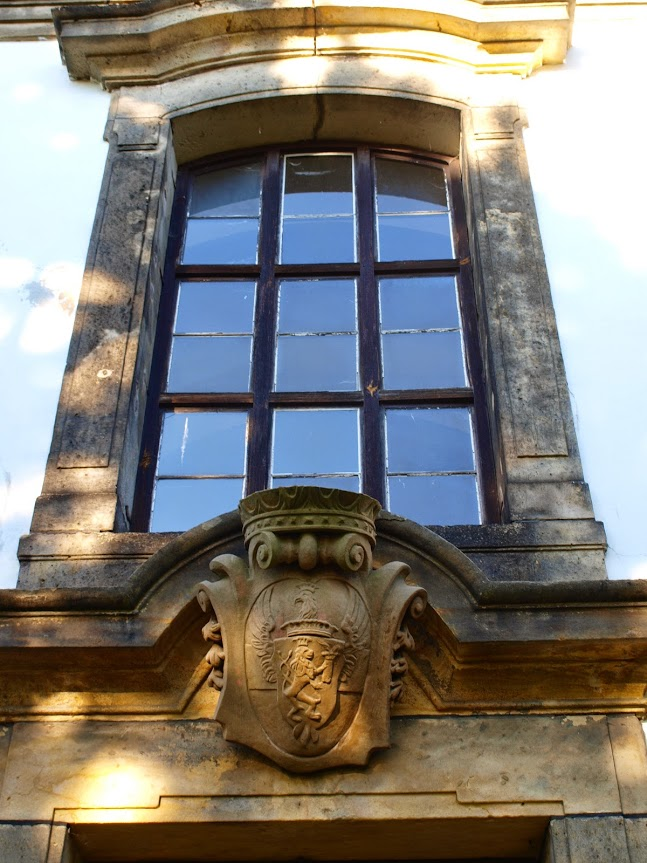
Erb majitelů zdejšího panství Pachtů z Rájova na valtinovském kostele sv. Jana

### Nejstarší část
V roce 1383 koupili panství Valtinov od pánů z Jablonného a z Lemberka Berkové z Dubé, páni na Milštejně a Lipém. Za jejich vlády byla ve Valtinově pravděpodobně postavena tvrz. Nejstarší dochovaná písemná zmínka o tvrzi je z roku 1399, kdy byl na ní usazen zeman Jan Blekta z Útěchovic.
Roku 1402 zmíněný Jan Blekta panství vykoupil z manské závislosti na hradě Lipém od Berků z Dubé. Přes četné změny, ke kterým z důvodu rodinného dělení rodu Blektů z Útěchovic docházelo, zůstal Valtinov s tvrzí střediskem správy panství, takže tvrz byla trvale osídlena a upravována i v době husitských válek.
V roce 1575 došlo k rozdělení obce na dvě části, Horní a Dolní Valtinov. V roce 1578 byl v Horním Valtinově postaven malý zámeček.

### 17. až 19. století

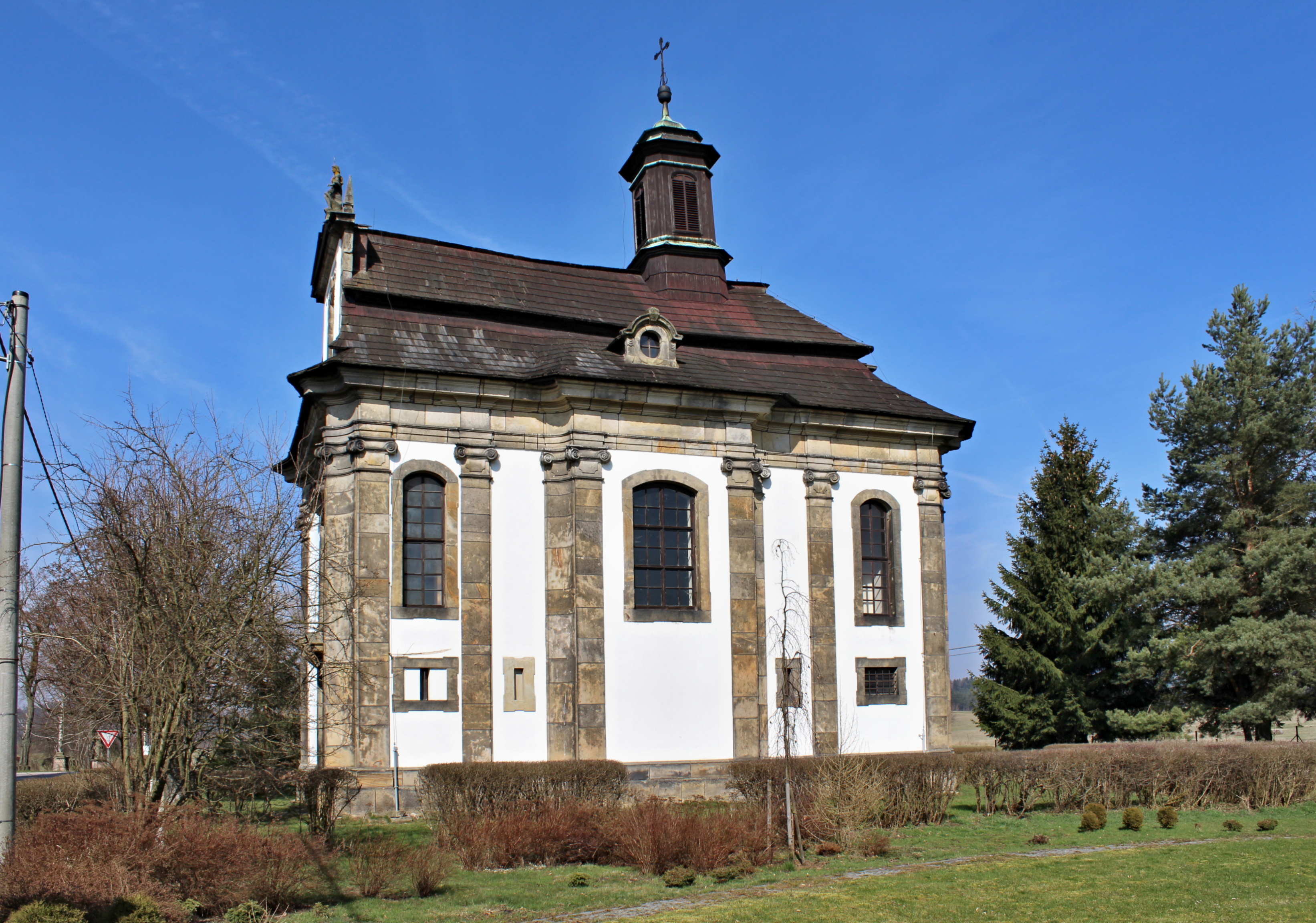
Kostel svatého Jana Nepomuckého

Dolní Valtinov
Blektové z Útěchovic prodali v roce 1602 panství Dolní Valtinov, a to včetně renesančního zámečku, na který původní tvrz přestavěl v roce 1600 Jiří Jetřich Blekta z Útěchovic. Panství potom rychle střídalo majitele, až se v roce 1608 stalo majetkem Kryštofa z Donína. V roce 1623 patří panství purkrabímu Konrádovi z Donína, ale v rámci konfiskací po bitvě na Bílé hoře je Donínům panství zabaveno, a to včetně vsi Postřelná, Husí Krk, Brniště a osady Tlustecká a Růžová. Do roku 1634 patří Dolní Valtinov Albrechtovi z Valdštejna a po jeho smrti panství na podzim 1634 koupil rytíř Gerhardt z Wachtentungu, který si na zámečku zařídil rodové sídlo. Wachtentungové roku 1667 panství prodali Danielu Pachtovi z Rájova.
Horní Valtinov

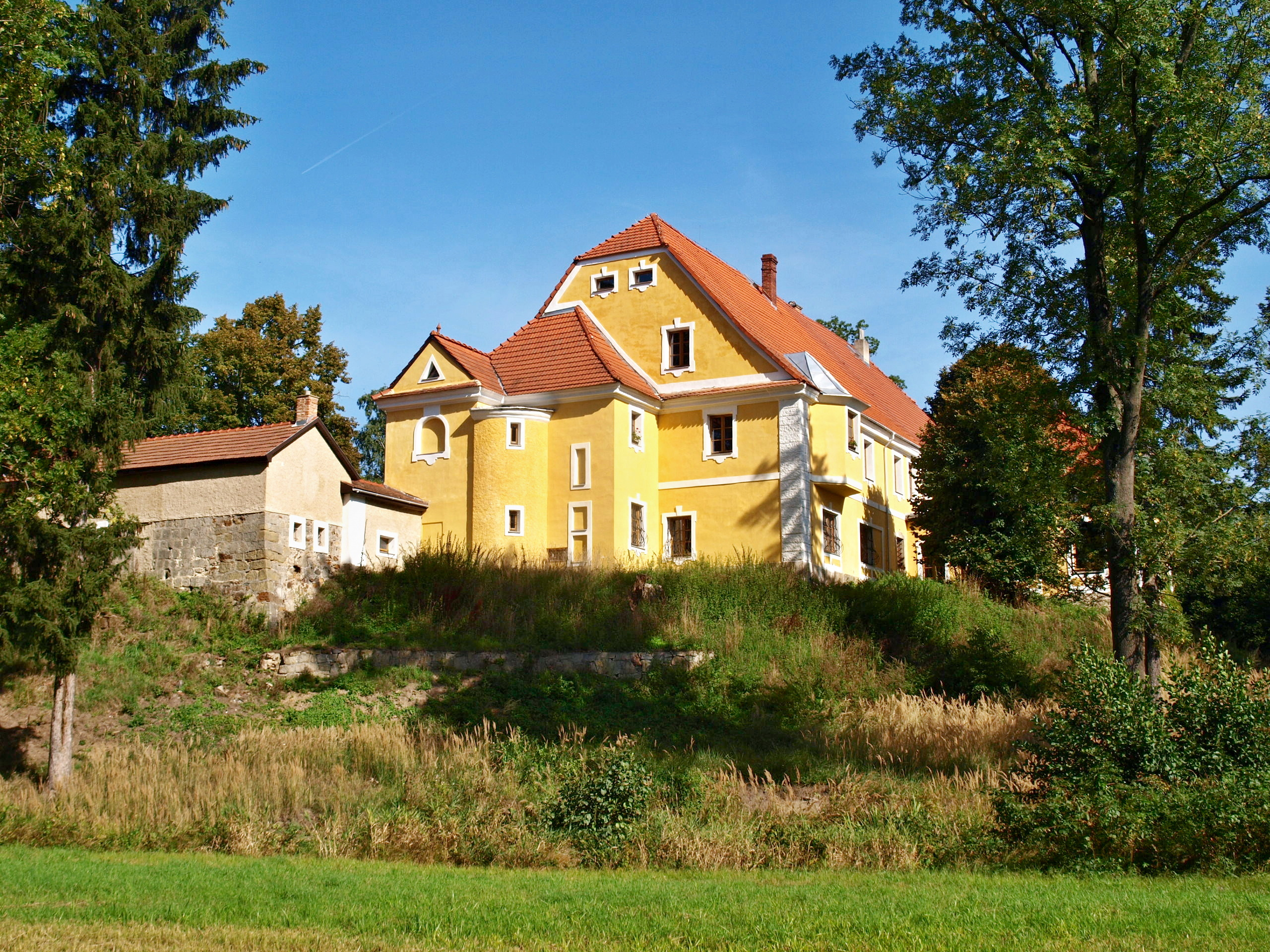
Zámek Velký (Horní) Valtinov

Také Horní Valtinov patřil až do roku 1615 Blektům z Útěchovic. Od nich ho koupil pan Jan mladší Odkolek z Újezdce, a to za 5300 zlatých rýnských. Po bitvě na Bíle hoře byl Jan Odkolek odsouzen ke ztrátě celého jmění, tedy zámečku Horní Valtinov s poplužním dvorem, vsí se sedmi poddanými, mlýnem a ostatním příslušenstvím. Jan Odkolek se proti tomuto rozhodnutí odvolal a skutečně se 30. května 1626 dočkal osvobození. Jeho panství však mezitím v roce 1624 koupil pan Jindřich Volf z Dubé a Lipé, a to za 6500 kop míšeňských. V roce 1718 Horní Valtinov koupili Pachtové z Rájova a obec tak měla opět jednoho majitele. Jan Jáchym Pachta z Rájova přestavěl v roce 1728 zámek v Dolním Valtinově do barokní podoby a nedaleko něj o rok později dal postavit kostel sv. Jana Nepomuckého.
V roce 1867 pro nevypořádané dědické záležitosti byli Pachtové z Rájova nuceni panství Jablonné i s Valtinovem prodat a od této doby bylo panství i zámek výhradně ve vlastnictví bohatých továrníků a průmyslníků.

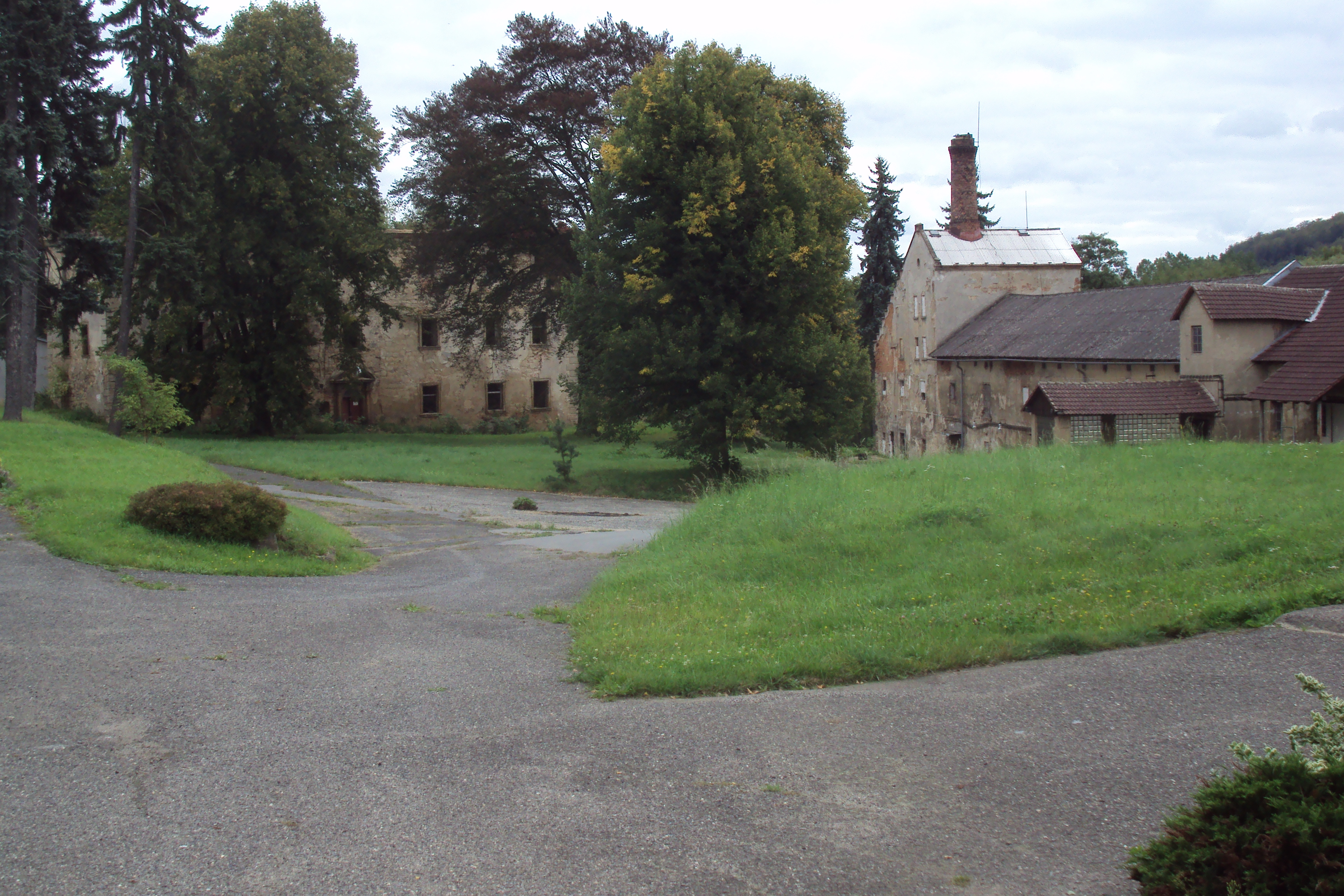
Vyhořelý zámek a pivovar v areálu bývalé sýrárny

Zámeček Horní Valtinov byl roku 1878 prodán Dr. Gustavu rytíři ze Schlesingerů (Ritter von Schlesinger); v letech 1881–1893 došlo k rozparcelování pozemků, a to včetně zámečku. Ten v roce 1878 přechází z rukou Josefa Vazače, bývalého polesného a ředitele lesnické školy v Bělé pod Bezdězem, do rukou velkoprůmyslníka Gustava Grasse z Horního Podluží.
V Dolním Valtinově byl vybudován pivovar, který měl v roce 1878 kapacitu 1300 hektolitrů.

### 20. století
Zámeček Horní Valtinov ztratil funkci panského sídla a byl Gustavem Grassem přestavěn na hospodářský dvůr. Roku 1922 ho zdědil jeho strýc Dr. Fridrich Pergelt, jehož rodina byla na konci druhé světové války na zámečku vyvražděna. Po válce byl hospodářský dvůr i s pozemky konfiskován. V současné době je soukromých rukou a prochází rozsáhlou rekonstrukcí.
V roce 1915 měl pivovar v Dolním Valtinově kapacitu 3800 hl a používal vlastní etiketu a lahve. V roce 1924 odkoupil veškerá práva na vaření piva Litoměřický pivovar a v roce 1929 výrobu zastavil. V roce 1932 byla ve zrušeném pivovaru založena tavírna sýrů firmy Paul & Söhne. Postupně si pronajali další objekty včetně zámečku v Dolním Valtinově a během druhé světové války si objekty zakoupili. Během druhé světové války zde pracovali zejména váleční zajatci, převážně Francouzi. Po válce byla firma znárodněna a postupně přešla pod národní podnik Libereckých mlékáren a pak pod Severočeské mlékárny, n.p. Bohušovice nad Ohří. V roce 1982 pracovalo v továrně 72 zaměstnanců, z toho 15 Vietnamců. Vyráběly se zde tavené sýry.

## Obyvatelstvo
| Rok            | 1869 | 1880 | 1890 | 1900 | 1910 | 1921 | 1930 | 1950 | 1961 | 1970 | 1980 | 1991 | 2001 | 2011 | 2021 |
| -------------- | ---- | ---- | ---- | ---- | ---- | ---- | ---- | ---- | ---- | ---- | ---- | ---- | ---- | ---- | ---- |
| Počet obyvatel | 768  | 707  | 595  | 631  | 590  | 562  | 560  | 381  | 349  | 268  | 224  | 181  | 174  | 180  | 185  |
| Počet domů     | 128  | 128  | 130  | 129  | 133  | 127  | 133  | 105  | 81   | 65   | 60   | 61   | 62   | 64   | 75   |

## Obecní správa

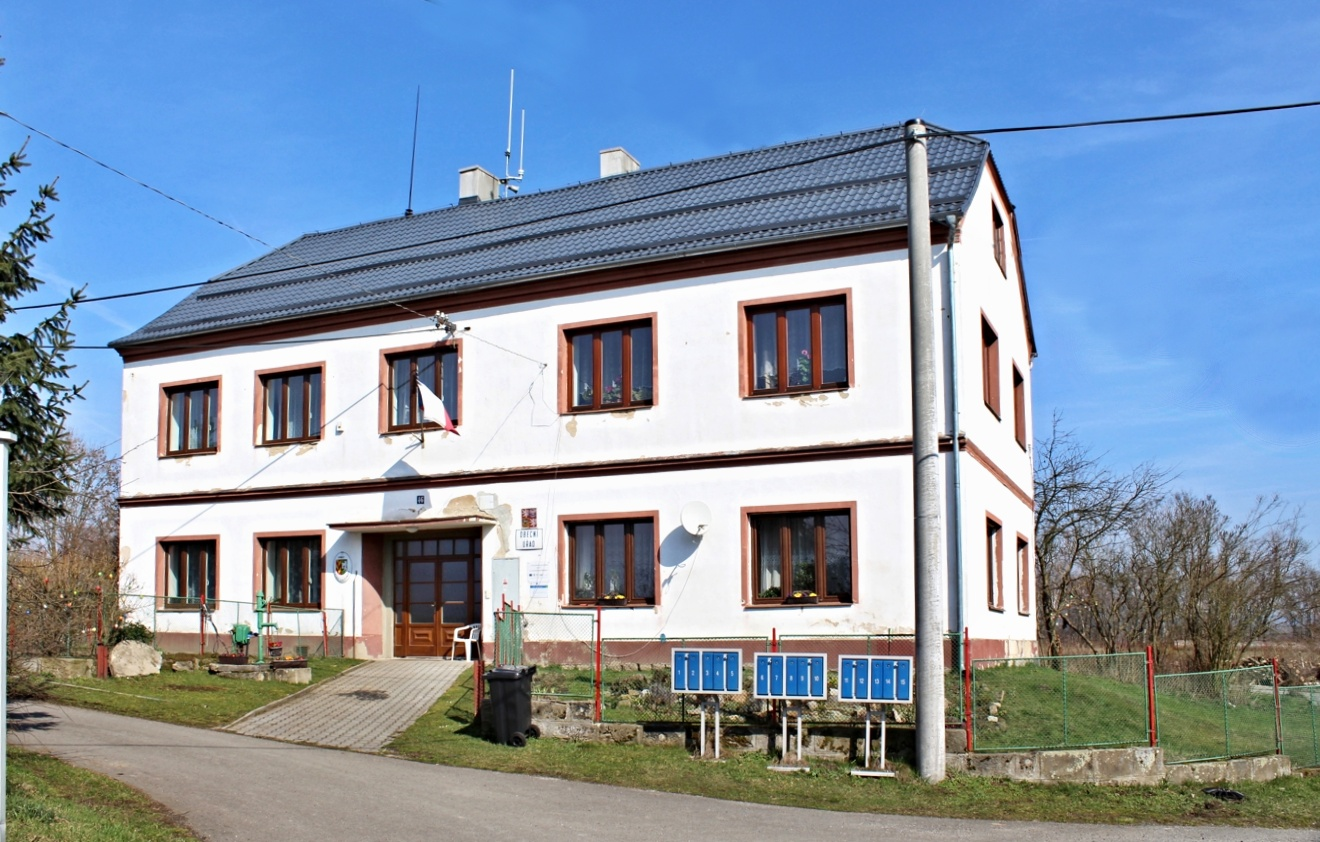
Obecní úřad Velký Valtinov

Mezi lety 1921–1980 Velký Valtinov byl obcí v okrese Německé Jablonnné (1921–1930), poté v okrese Liberec-okolí (1950) a později v okrese Česká Lípa. Od 1. ledna 1981 do 30. srpna 1990 patřil jako část města k Jablonnému v Podještědí a od 31. srpna 1990 je opět samostatnou obcí.
K obcí náleží osady:
- Františkov
- Růžové (dříve Rosenthal[8])
- Tlustce
- Tlustecká (dříve Tolzbach[8])

### Obecní symboly
Znak a vlajka byly obci uděleny rozhodnutím předsedy Poslanecké sněmovny Parlamentu České republiky dne 8. června 2004.

## Pamětihodnosti

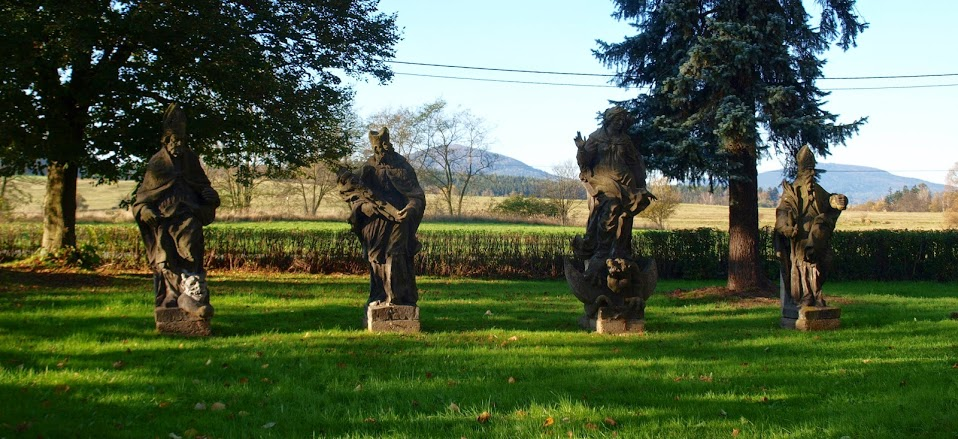
Sochy světců u kostela

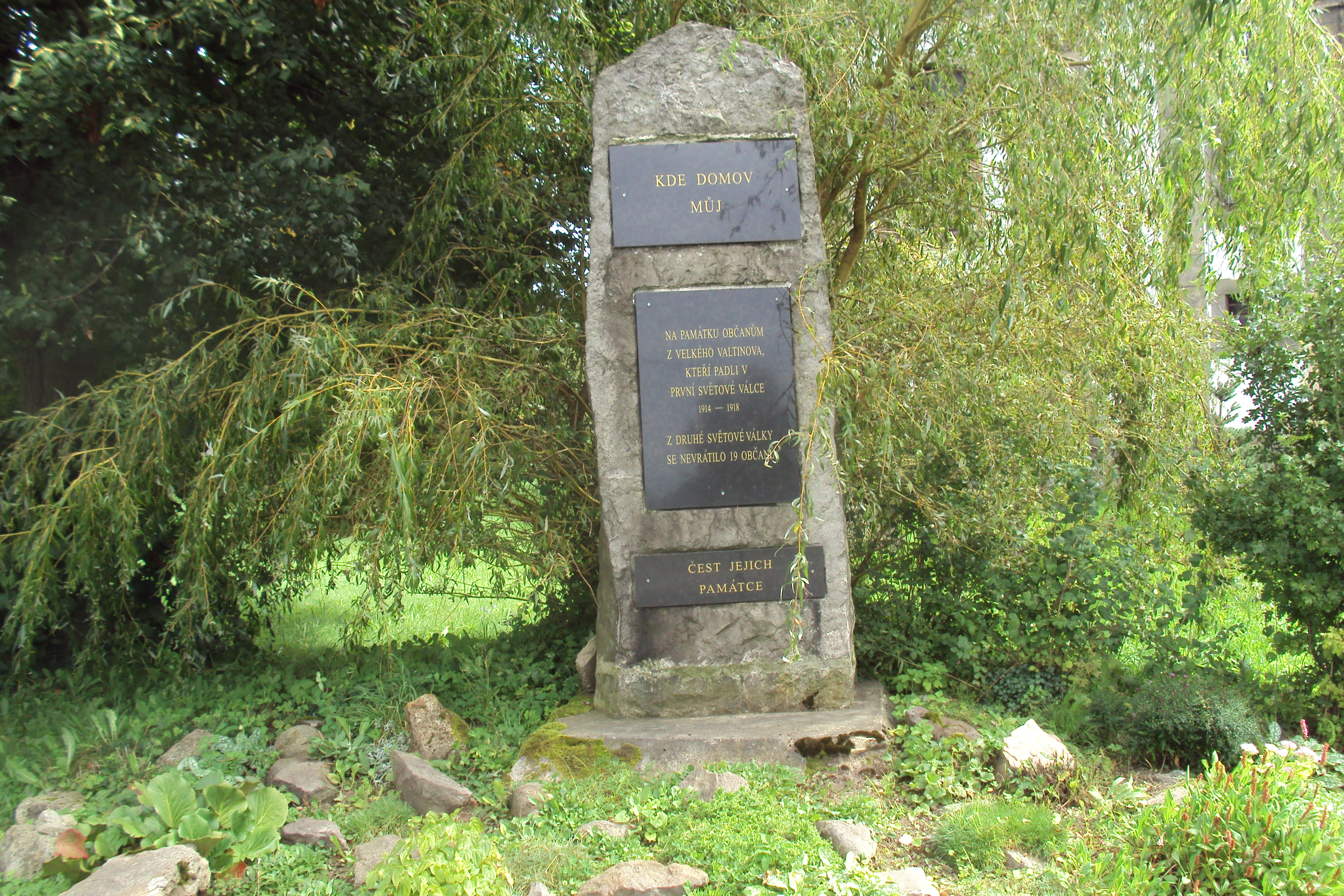
Památník obětem válek

- Kostel sv. Jana Nepomuckého byl roku 1729 postaven Janem Jáchymem Pachtou z Rájova původně jako velká kaple na někdejším hřbitově. Při rekonstrukci v roce 1997 byla objevena vzácná malba iluzivního oltáře. V sousedství kostela je řada soch svatých, Kalvárie, kříž s Kristem a masový hrob vojáků z Bitvy u Hochkirchu z roku 1758. Je zde i památník obětem obou světových válek. Kostel je chráněn jako kulturní památka.[10]

- V horní části obce (Františkov - v zatáčce u silnice do Jablonného v Podještědí) nachází zámeček Horní Valtinov přestavěný na panský statek

- Zámek Velký Valtinov se nachází v dolní části obce za budovou bývalé sýrárny. V roce 1728 byl přestavěn do barokní podoby. Po roce 1940 se stal součástí areálu sousední výrobny sýrů. V roce 1983 vyhořel a od té doby zůstal v havarijním stavu. Celý areál sýrárny s někdejším zámkem je veřejnosti nepřístupný.
- Tvrz Tlustec, zřícenina panského sídla, písemně doloženého ze 14. století. Objekt je v havarijním stavu.[11]

## Zámecký pivovar
Blektové jsou také uvedeni jako majitelé někdejšího zámeckého pivovaru ve Velkém Valtinově, který existoval do roku 1930. Pivovar založil Jiří Blekta z Útěchovic v roce 1580 (Schlossbrauerei Gross-Walten). Dalšími držiteli byli:
- Adam a Šalamoun Blektové z Útěchovic
- Adam Blekta z Útěchovic
- Jiří Jindřich Blekta z Útěchovic
- Johanka Hrzánová ze Sulevic
- Donínové: Vratislav z Donína, Jan, Ferdinand a Jaroslav z Donína, poté Jan z Donína, Kryštof z Donína, Konrád z Donína
- královská komora
- Albrecht z Valdštejna
- Gerard z Wachtendungu
- Františkánský klášter v Praze
- Jan Jindřich ze Schaefflingeru
- Kryštof Rudolf hrabě z Bredy
- Mechtilda Pachová z Heisteru
- baron Palme
- Hypoteční banka ve Vídni
- Gustav rytíř ze Schlesingerů[4]
- Josef Groh
- Evžen Krisch
- Josef Mazač

## Sport

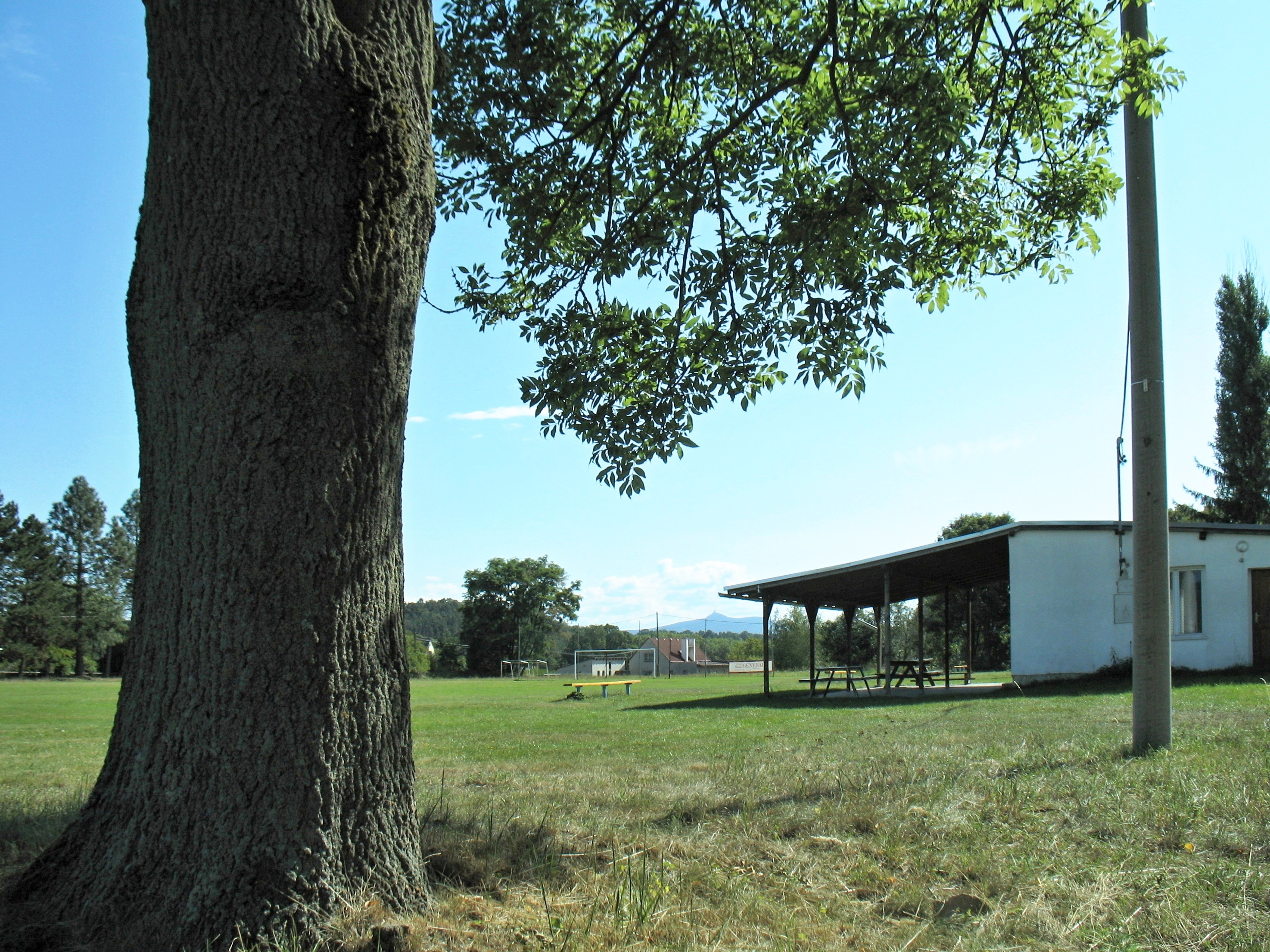
Fotbalové hřiště ve Velkém Valtinově, v pozadí na obzoru Ještěd

### Fotbal
Obec reprezentuje fotbalový klub TJ Slavoj Velký Valtinov.

## Doprava
V obci je zastávka na železniční trati 086 z Liberce do České Lípy. Obcí prochází silnice z Jablonného v Podještědí do Brniště, po níž je vedena cyklotrasa 3045. Z Velkého Valtinova odbočují místní silnice do Postřelné a do osady Růžové.
Velký Valtinov s Mimoní a Jablonným spojují autobusové spoje na lince 500265, kterou provozuje dopravce ČSAD Česká Lípa.[zdroj?]

## Příroda
Na katastru Velkého Valtinova je kopec Selský vrch (384 m).